# Echion
Echion är i den grekiska mytologin tre olika personer:
1. En av giganterna.
2. En av de fem krigare som var kvar efter Kadmos sinsemellan stridande ”såddmän” som vuxit upp ur draktänderna. Han hjälpte Kadmos att bygga Thebe och gifte sig med Kadmos dotter Agaue.
3. En av argonauterna och som var son till Hermes och Antianeira.